# بييت دي فريس
بييت دي فريس (بالهولندية: Piet de Vries)‏ هو لاعب كرة قدم هولندي في مركز الوسط، ولد في 6 مارس 1939 في روتردام في هولندا. شارك مع منتخب هولندا لكرة القدم. أما مع النوادي، فقد لعب مع سبارتا روتردام.

## وصلات خارجية
- بييت دي فريس على موقع قاعدة بيانات كرة القدم.إي يو (الإنجليزية)
- بييت دي فريس على موقع ناشيونال فوتبول تيمز (الإنجليزية)